# نوا انگنی
نوا انگنی (انگلیسی: Noah Ngeny؛ زادهٔ ۲ نوامبر ۱۹۷۸) دونده دو نیمه‌استقامت اهل کنیا است.